# 2006年8月體育

## 8月30日（星期三）
- 籃球：2006年世界籃球錦標賽，賽果如下：
  - 八強階段
    - 希臘 73 - 56 法國
    - 美國 85 - 65 德國

## 8月29日（星期二）
- 籃球：2006年世界籃球錦標賽，賽果如下：
  - 八強階段
    - 阿根廷 83 - 58 土耳其
    - 西班牙 89 - 67 立陶宛

## 8月27日（星期日）
- 籃球：2006年世界籃球錦標賽，賽果如下：
  - 十六強階段
    - 希臘 95 - 64 中國
    - 法國 68 - 62 安哥拉
    - 美國 113 - 73 澳洲
    - 德國 78 - 77 尼日利亞

## 8月26日（星期六）
- 足球：
  - 前曼聯隊長堅尼正式委任為英冠球會新特蘭的新領隊，並簽約三年。（BBC）（页面存档备份，存于）

- 籃球：2006年世界籃球錦標賽，賽果如下：
  - 十六強階段
    - 阿根廷 79 - 62 新西蘭
    - 土耳其 90 - 84 斯洛文尼亞
    - 西班牙 87 - 75 塞爾維亞
    - 意大利 68 - 71 立陶宛
- 足球：意大利超級盃—國際米蘭在半場落後三球之下，下半場連入三球得以追平，加時階段更憑費高的入球反勝擊敗羅馬。

## 8月25日（星期五）
- 田徑：
  - 肯尼亚队在国际田联黄金联赛布鲁塞尔站比赛中以7分2秒43的成绩打破了英国队24年前在伦敦创造的7分3秒89的男子4×800米接力世界纪录。新华网 Archive.today的存檔，存档日期2013-04-28
- 足球：上屆歐洲足協盃冠軍西維爾在摩納哥舉行的歐洲超級盃上，以3比0擊敗上屆歐洲聯賽冠軍盃盟主巴塞隆拿。明報

## 8月24日（星期四）
- 籃球：2006年世界籃球錦標賽，賽果如下：
  - A組賽事
    - 塞爾維亞 79–83 阿根廷
    - 黎巴嫩 72–95 尼日利亞
    - 法國 81–61 委內瑞拉

  - B組賽事
    - 安哥拉 103–108 德國
    - 新西蘭 86–75 巴拿馬
    - 日本 55–104 西班牙

  - C組賽事
    - 澳洲 93–46 卡塔爾
    - 立陶宛 79–74 巴西
    - 希臘 76–69 土耳其

  - D組賽事
    - 斯洛文尼亞 77–78 中國
    - 意大利 73–72 波多黎各
    - 美國 103–58 塞內加爾

## 8月23日（星期三）
- 籃球：2006年世界籃球錦標賽，賽果如下：
  - A組賽事
    - 尼日利亞 64–98 阿根廷
    - 委內瑞拉 65–90 塞爾維亞
    - 黎巴嫩 74–73 法國

  - B組賽事
    - 西班牙 93–83 安哥拉
    - 巴拿馬 63–81 德國
    - 新西蘭 60–57 日本

  - C組賽事
    - 澳洲 57–78 立陶宛
    - 卡塔爾 69–76 土耳其
    - 巴西 80–91 希臘

  - D組賽事
    - 塞內加爾 87–100 中國
    - 波多黎各 82–90 斯洛文尼亞
    - 美國 94–85 意大利

## 8月22日（星期二）
- 籃球：2006年世界籃球錦標賽，賽果如下：
  - C組賽事
    - 立陶宛 106–65 卡塔爾
    - 希臘 72–69 澳洲
    - 土耳其 73–71 巴西

  - D組賽事
    - 波多黎各 90–87 中國
    - 意大利 64–56 塞內加爾
    - 斯洛文尼亞 95–114 美國

## 8月21日（星期一）
- 籃球：2006年世界籃球錦標賽，賽果如下：
  - A組賽事
    - 阿根廷 96–54 委內瑞拉
    - 塞爾維亞 104–57 黎巴嫩
    - 法國 64–53 尼日利亞

  - B組賽事
    - 日本 62–87 安哥拉
    - 新西蘭 56–80 德國
    - 巴拿馬 57–101 西班牙

## 8月20日（星期日）
- 足球：2006年至2007年英格蘭超級聯賽首周聯賽
  - 車路士 3 - 0 曼城
  - 曼聯 5 - 1 富咸
- 籃球：2006年世界籃球錦標賽，賽果如下：
  - A組賽事
    - 尼日利亞 77–84 委內瑞拉
    - 黎巴嫩 72–107 阿根廷
    - 法國 65–61 塞爾維亞

  - B組賽事
    - 日本 62–87 安哥拉
    - 新西蘭 56–80 德國
    - 巴拿馬 57–101 西班牙

  - C組賽事
    - 卡塔爾 66–97 巴西
    - 澳洲 68–76 土耳其
    - 立陶宛 76–81 希臘

  - D組賽事
    - 塞內加爾 79–88 巴拿馬
    - 意大利 80–76 斯洛文尼亞
    - 美國 121–90 中國

## 8月19日（星期六）
- 籃球：2006年世界籃球錦標賽揭幕，賽果如下：
  - A組賽事
    - 委內瑞拉 72–82 黎巴嫩
    - 塞爾維亞 75–82 尼日利亞
    - 阿根廷 80–70 法國

  - B組賽事
    - 德國 81–70 日本
    - 安哥拉 83–70 巴拿馬
    - 西班牙 86–70 新西蘭

  - C組賽事 
    - 巴西 77–83 澳洲
    - 希臘 84–64 卡塔爾
    - 土耳其 76–74 立陶宛

  - D組賽事 
    - 巴拿馬 100–111 美國
    - 斯洛文尼亞 96–79 塞內加爾
    - 中國 69–84 意大利

- 足球：2006年至2007年英格蘭超級聯賽展開，首周聯賽揭幕戰錫菲聯與利物浦賽和一比一，其他賽果如下：
  - 阿仙奴 1 - 1 阿士東維拉
  - 樸茨茅夫 3 - 0 布力般流浪
  - 愛華頓 2 - 1 屈福特
  - 雷丁 3 - 2 米杜士堡
  - 韋斯咸 3 - 1 查爾頓
  - 保頓 2 - 0 托定咸熱刺
  - 紐卡素 2 - 1 韋根

## 8月18日（星期五）
- 田徑：牙買加短跑名將阿萨法·鲍威尔在蘇黎世田徑黃金聯賽中，追平了9秒77的男子100米跑世界紀錄，這是他職業生效第三次跑出如此成績。雅虎轉載路透社

## 8月16日（星期三）
- 足球：南美自由盃決賽次回合
  - 國際體育會於主場以二比二賽和聖保羅，得以總比數四比三擊敗對手，球會史上首次奪得南美自由盃冠軍。雅虎轉載星島日報

## 8月13日（星期日）
- 足球：利物浦以二比一擊敗上屆英超聯賽冠軍車路士，為球會歷史上第十五次奪得英格蘭慈善盾，平了曼聯奪得慈善盾的最高紀錄。雅虎轉載路透社

## 8月10日（星期四）
- 足球：新任英格蘭國家足球隊教練麥卡倫（Steve McClaren）委任車路士球員約翰泰利為國家隊新任隊長，而利物浦球員謝拉特則為擔任副隊長。英格蘭足總（页面存档备份，存于）